# Was bleibt? (Lied)
Was bleibt? ist ein Lied des deutschen Synthiepop-Sängers Peter Heppner, in Kooperation mit dem deutschen Neue-Deutsche-Härte-Musiker Joachim Witt. Das Stück ist die erste Singleauskopplung aus Heppners dritten Studioalbum Confessions & Doubts. Hierbei handelt es sich um die zweite gemeinsame Singleveröffentlichung von Heppner und Witt, nachdem sie bereits 1998 das Stück Die Flut als Single veröffentlichten.

## Entstehung und Artwork
Entstehung
Geschrieben wurde das Lied gemeinsam von den beiden Interpreten Peter Heppner und Joachim Witt sowie den Koautoren Riad Abdel-Nabi, Mirko Schaffer und Mario Wesser. Die drei Koautoren Abdel-Nabi, Schaffer und Wesser arbeiteten bereits in der Vergangenheit mit Witt zusammen; mit Heppner war es für alle drei die erste Zusammenarbeit. Die Produktion sowie die Programmierung von Was bleibt? erfolgte durch den Berliner Musikproduzenten Alexander Knolle (Alex Lys) und den Kölner Musiker Dirk Riegner. Für Lys ist es die erste Produktion für Heppner und Witt. Bei Riegner handelt es sich um einen langjährigen Weggefährten Heppners, der nicht nur in seiner Liveband spielt, sondern auch überwiegend für Heppners Produktionen seit dessen Solokarriere zuständig ist. Das Mastering erfolgte durch 24–96 Mastering in Karlsruhe, unter der Leitung des Studioinhabers Robin Schmidt. Abgemischt wurde das Stück durch den deutsch-türkischen Produzenten Yunus Cimen. Die Aufnahmen entstanden im Thommy Hein Tonstudio in Berlin, unter der Leitung des gleichnamigen Inhabers Thommy Hein. Bereits die ersten beiden Studioalben solo und My Heart of Stone von Heppner wurden in dem Tonstudio aufgenommen. Was bleibt? wurde unter dem Musiklabel RCA Records veröffentlicht, durch BMG Rights Management, den Eisenherz Musikverlag und Sony/ATV Music Publishing verlegt sowie durch Sony Music Publishing vertrieben.
Artwork
Zur Single Was bleibt? wurden zwei verschiedene Cover veröffentlicht. Das erste Coverbild – welches im Zuge der Erstveröffentlichung erschien – soll eine Akte darstellen. Das gleiche Artwork-Konzept ist auch auf dem Cover des Studioalbums Confessions & Doubts sowie dem zeitgleich erschienen Remixalbum TanzZwang zu finden. Auf dem Cover ist eine bläulich gehaltene Karikatur, mit einer Szene aus dem Musikvideo von Heppner und Witts erster gemeinsamer Single Die Flut zu sehen. Es zeigt die beiden Protagonisten, die gegenüber voneinander an einem Tisch sitzen und sich in die Augen schauen. Am oberen Rand befinden sich – in großen Druckbuchstaben – die Namen der beiden Künstler. Am unteren Rand finden sich Details zur Akte wieder. Es beinhaltet folgende Informationen:
- Case name (englisch für ‚Fallname‘): Was bleibt?
- Assigned to (englisch für ‚Zugewiesen an‘): Peter Heppner / Joachim Witt
- File number (englisch für ‚Dateinummer‘): 19075850192 | 2018[2]

Rund einen Monat nach der Veröffentlichung von Was bleibt? veröffentlichte Heppner ein zweites Coverbild am 6. September 2018. Auf diesem schwarz-weiß gehaltenen Coverbild ist – neben Künstlernamen und Liedtitel – die Zellstruktur eines zerfallenen Blattes zu erkennen. Der Hintergrund ist schwarz gehalten, die Blattstruktur ist weiß gehalten. Die Zellstruktur befindet sich inmitten des Covers, darüber sind mittig in weißer Schrift die Namen der beiden Interpreten sowie ebenfalls mittig darunter der Liedtitel platziert. Ein ähnliches Konzept findet sich auch auf der Wolfsheim-Single Kein Zurück wieder. Hier ist auch in abgewandelter Form die Zellstruktur eines Blattes zu finden. Wie bei vielen Coverbildern in der Vergangenheit stammt das Artwork erneut von Ulrike Rank.

## Veröffentlichung und Promotion
Die Erstveröffentlichung von Was bleibt? erfolgte als Einzeldownload am 10. August 2018. Die Ankündigung hierfür erfolgte am 6. August 2018 im ZDF-Servicemagazin Volle Kanne, während eines Interviews mit Ingo Nommsen. Um das Stück zu bewerben folgte ein gemeinsamer Auftritt der beiden Interpreten während Heppners Konzert auf dem M’era Luna Festival am 12. August 2018.
Am 22. Februar 2019 erschien ein orchestrales Liveduett von Heppner und Witt, unter der musikalischen Begleitung des durch Christoph-Johannes Eichhorn dirigierten MDR-Sinfonieorchesters, auf Witts Livealbum Refugium. Die Aufnahme entstand am 7. Oktober 2018 im Leipziger Gewandhaus.

## Hintergrundinformation
Erste Zusammenarbeit: Die Flut
Bei Was bleibt? handelt es sich um die zweite gemeinsam Aufnahme sowie Singleauskopplung von Heppner und Witt. Bereits 20 Jahre zuvor nahmen die beiden das Lied Die Flut für Witts achtes Studioalbum bayreuth eins auf. Das Stück erschien erstmals am 23. Januar 1998 als Single. Zu Beginn blieb der Erfolg aus, selbst nach einer erneuten Veröffentlichung im März des Jahres blieb ein Charterfolg zunächst weiterhin verwehrt. Im Mai 1998 stieg Die Flut erstmals in die deutschen Singlecharts ein. Im Laufe der nächsten Wochen kletterte die Single bis auf Position zwei der Charts und schaffte ebenfalls den Charteintritt in Österreich sowie in der Schweiz. Die Single musste sich in Deutschland ledigliche Loonas Bailando geschlagen geben, war aber für einen Zeitraum von zwölf Wochen das erfolgreichste deutschsprachige Lied in den deutschen Single-Charts. Die Flut rangierte auf Position acht der Single-Jahrescharts 1998 in Deutschland und erhielt eine Platin-Schallplatte für über 500.000 verkaufter Einheiten. Damit zählt Die Flut zu einem der meistverkauften deutschsprachigen Lieder und Duette in Deutschland seit 1975. Quellen zufolge verkaufte sich die Single weltweit über 750.000 Mal. Für beide Interpreten stellt die Single bis heute den größten Erfolg ihrer Karriere dar.
Nachfolger: Was bleibt?

Was bleibt? entstand unter umgekehrten Vorzeichen. Während Heppner damals noch auf Witts Album bayreuth eins gastierte, so ist Heppner diesmal der Gastgeber. Während eines Interviews mit Dori von der Radioshow Nachtfalke, bei der Internet-Radiostation Radio Schwarze Welle am 17. Mai 2018, deutete Heppner erstmals das Nachfolgewerk an. Nachdem sie im Verlaufe des Interviews auf Die Flut zu sprechen kamen, fügte Heppner an, dass ihm und seinem Team nicht entgangen sei, dass der Titel sein 20-jähriges Jubiläum in diesem Jahr feiere. Sie würden dazu auch was planen, und wenn alles so laufe wie sie es sich wünschen, dann würde es in Bezug auf Die Flut in diesem Jahr noch was geben. Nur eine Woche später bestätigte Witt gegenüber der Bild-Zeitung am 25. Mai 2018, dass die beiden ein Lied mit dem Titel Was bleibt? aufgenommen hätten. Diese Aussage tätigte Witt ohne Absprache mit Heppner, dieser lud auf seiner Facebook-Seite ein Bild mit dem Zeitungsausschnitt und dem Kommentar „Heute in der Bild-Zeitung …“ hoch. Auf eine Fan-Nachfrage ob die Bild-Zeitung und Witt ihm die „Überraschung“ versaut hätten, antwortete Heppner mit den Worten: „Ja“, gefolgt von einem wütenden Emoticon. Weiter fügte er folgenden Satz an: „… und was lernen wir daraus? Man kann nie früh genug Absprachen treffen, auch wenn man noch gar nicht damit rechnet, dass etwas passieren könnte!“ Wenig später räumte er aber auch ein, dass es schon in Ordnung ist und es ebenso seine Schuld gewesen sei, sie hätten tatsächlich einfach versäumt sich abzusprechen.
Was bleibt? vs. Mut eines Kriegers
Entstanden ist Was bleibt? bereits im Jahr 2012. Witt hatte damals das Lied Heppner geschickt. Er habe die Strophen bereits getextet und eingesungen gehabt und fragte ihn, ob er Interesse daran hätte, den Refrain sowie einen verbliebenen Mittelteil (Bridge) zu texten und zu singen. Heppner hatte Interesse und das Endergebnis sei Was bleibt? gewesen. Das Stück sollte zunächst unveröffentlicht bleiben, Witts damaliges Musiklabel Columbia SevenOne Music/Sony Music bestand jedoch darauf, dass das Lied in irgendeiner Form auf Witts Studioalbum DOM kommt. Daraufhin hat er das Lied als Mut eines Kriegers mit verändertem Refrain und ohne Mittelteil nochmal zu Ende geschrieben und auf sein Album genommen. Einige Fans dachten zunächst, dass es sich bei Was bleibt? lediglich um eine Coverversion handelt und betitelten das Stück aus diesem Grund als „Resterampe“. Heppner kommentierte dies auf seiner Facebook-Seite mit den Worten: Von Resterampe könne nicht die Rede sein, da Was bleibt? die ursprüngliche Version dieses Liedes sei und es für diese Veröffentlichung völlig überarbeitet, neu produziert und eingesungen worden ist. Die beiden fanden es gerechtfertigt das Stück unter dem jetzigen Titel zu veröffentlichen.
Weiter fügte er an, dass beide Lieder nahezu gleich alt seien. Es habe 15 Jahre gedauert, bis Joachim und er sich auf ein Lied einigen konnten, das würdig sei die Nachfolge von Die Flut anzutreten. An Versuchen zu weiteren Projekten in der Zwischenzeit habe es nicht gemangelt. Solche Lieder würden nicht auf Bäumen wachsen und die beiden würden nicht mal eben so solche Stücke aus dem Ärmel schütteln. Würden sie jetzt nicht Was bleibt? veröffentlichen, würde es stattdessen gar nichts geben. Vielleicht hätte es dann erst zum 30. oder zum 40. Jubiläum von Die Flut ein neues Duett gegeben, wenn sie überhaupt noch so lange Musik machen würden. Heppner ist der Meinung, dass Was bleibt? ein wundervolles Lied und ein würdiger Nachfolger von Die Flut sei und es wäre seiner Meinung nach tragisch wenn es wegen des „Egotrips“ eines Musiklabels niemals an die Öffentlichkeit gekommen wäre.

## Inhalt
Der Liedtext zu Was bleibt? ist in deutscher Sprache verfasst. Die Musik wurde gemeinsam von Riad Abdel-Nabi, Peter Heppner, Mirko Schaffer, Mario Wesser und Joachim Witt komponiert, der Text wurde von Heppner und Witt geschrieben. Musikalisch bewegt sich das Lied im Bereich des Synthiepops. Das Tempo beträgt 106 Schläge pro Minute. Die Instrumente wurden von Joschka Bender (Gitarre) und Alex Lys (Keyboard) eingespielt.
Das Lied beginnt mit der ersten Strophe, die von Witt gesungen wird. Auf die erste Strophe folgt erstmals der Refrain, der von Heppner gesungen wird. Der gleiche Vorgang wiederholt sich mit der zweiten Strophe sowie dem zweiten anschließenden Refrain. Auf den zweiten Refrain schließt sich im direkten Anschluss eine von Heppner gesungene Bridge an. Nach der Bridge folgt ein kurzes Instrumental, ehe das Stück mit einem dritten Refrain sowie dem Outro endet. Der letzte Refrain wird gemeinsam von Heppner und Witt interpretiert, wobei Heppners Stimme im Vordergrund und Witts Stimme im Hintergrund zu hören ist. Das Outro besteht aus der ersten Zeile des Refrains: „Wo es auch hingeht, frag dich nicht was bleibt.“ Inhaltlich setzt sich Was bleibt? mit dem Thema „Vergänglichkeit“ auseinander sowie den Mut nach vorne zu schauen, die auch unschönen Dinge – welche man nicht mehr ändern kann – hinter sich zu lassen. Witt macht sich während seinem Teil groß einen Kopf, ringt mit sich, seinem Sinn: „War alles richtig, was habe ich erreicht?“ Heppner hält ihm stets dagegen: „Wen kümmert das? Es macht doch keinen Sinn, immer zurückzublicken. Was soll die Frage nach dem, was bleibt? Wichtig ist doch eher, was kommt!“
Witts Soloversion Mut eines Kriegers beschäftigt sich mit der gleichen Thematik wir Was bleibt. Bei den Strophen handelt es sich bei beiden Liedern um die exakt selben. Der Refrain von Mut eines Kriegers wurde von Witt neu geschrieben, die Bridge entfiel in der Soloversion.
| „Wo es auch hingeht, frag dich nicht was bleibt. Was auch geschehen mag, sei dafür bereit. Das Ende der Angst und all’ deiner Sorgen, hast du jetzt erreicht. Was bleibt?“ – Refrain, Was bleibt? | „Allen voran mit dem Mut eines Kriegers. Bist du dabei und nie allein. Unverzagt und mit all unseren Liedern, wird deine Reise nie zu Ende sein. Du bist frei.“ – Refrain, Mut eines Kriegers |

## Musikvideo
Das Musikvideo zu Was bleibt? wurde am 15. August 2018 im Parc Natural del Delta de l’Ebre (Naturpark Delta de l’Ebre) in spanischen Katalonien gedreht. Zunächst feierte am 8. September 2018 ein von Ulrike Rank gedrehtes Making-of hierzu seine Premiere. Das Musikvideo selbst wurde erstmals zwei Wochen später am 21. September 2018 veröffentlicht. Wie schon bei Dream of You und Haus der drei Sonnen führte erneut Marcus Sternberg Regie bei einem Musikvideo Heppners. Das Video ist in schwarz-weiß und zeigt beide Künstler, die jeder für sich allein an verschiedenen Standorten das Lied singen. Heppner hält sich hierbei mehr im Landesinneren und Witt mehr in Strandnähe auf. Gegen Ende des Videos sind beide Interpreten kurz in einer gemeinsamen Szene zu sehen, in dem sie sich in einem etwas größeren Abstand an einem Strandabschnitt gegenüberstehen. Um die Gegensätzlichkeit weiter zu verdeutlichen, trägt Heppner ein weißes und Witt ein schwarzes Outfit. Bis heute zählt das Musikvideo über 1,4 Millionen Aufrufe bei YouTube (Stand: November 2019).

## Mitwirkende
| Liedproduktion - Riad Abdel-Nabi: Komponist - Joschka Bender: Gitarre - Yunus Cimen: Abmischung - Thommy Hein: Tonmeister - Peter Heppner: Gesang, Komponist, Liedtexter - Alexander Knolle (Alex Lys): Keyboard, Musikproduzent, Programmierung - Dirk Riegner: Musikproduzent, Programmierung - Mirko Schaffer: Komponist - Robin Schmidt: Mastering - Mario Wesser: Komponist - Joachim Witt: Gesang, Komponist, Liedtexter | Artwork - Ulrike Rank: Artwork (Cover) - Marcus Sternberg: Regisseur (Musikvideo) Unternehmen - 24–96 Mastering: Mastering - BMG Rights Management: Verlag - Eisenherz Musikverlag: Verlag - RCA Records: Musiklabel - Sony Music Publishing: Vertrieb - Sony/ATV Music Publishing: Verlag - Thommy Hein Tonstudio: Tonstudio |

## Rezeption

### Rezensionen
- Helgvar Sven Mánfreðson vom deutschsprachigen Metal- und Rock-Webzine Hellfire beschrieb Was bleibt? als musikalischen Leckerbissen zweier entgegengesetzter Stimmen mit wunderbaren Text.[30]

- Roman Jasiek vom deutschsprachigen E-Zine Avalost Times bewertete das Album Confessions & Doubts mit neun von zehn Punkten und beschrieb bei seiner Rezension Was bleibt? als einen von vielen großen Momenten dieses Albums sowie als „bärenstarken Song“. Bei der Aufnahme von Was bleibt? dürften sich Heppner und Witt bewusst gewesen sein, dass Die Flut den größten kommerziellen Erfolg beider Interpreten darstellt. Wenn man sich derartig große Schuhe anziehe, sei die Gefahr des Stolperns hoch. Erfreulicherweise seien beide Profis genug, um diese Mammutaufgabe mit Leichtigkeit zu meistern. Sei Die Flut seinerzeit die Frage gewesen, wann sie denn nun kommt, die Welle in ein neues, viel besseres Leben, so sei Was bleibt? eher eine bittersüße Annäherung an den Moment, nachdem die Flut längst schon verebbt sei. Was bleibt? wird Die Flut nicht beerben, davon wird wohl aber auch niemand ernsthaft ausgegangen sein. Die beiden Stücke werden sich jedoch fortan perfekt ergänzen.[31]

- Marius Meyer von monkeypress bewertete Confessions & Doubts mit zehn von zehn Punkten und betitelte dabei Was bleibt? als „Hit“.[32]

- Bent-Erik Scholz von darkmusicworld.de bewertete Confessions & Doubts positiv und hob unter anderem die Titel Was bleibt?, Good Things Break und Theresienstadt: Hinter der Mauer als „Highlights“ hervor. Das Duett erfülle einen mit der Freude, die Stimme des Großmeisters wieder zu hören. Witt und Heppner würden auch 20 Jahre nach der ersten Kollaboration wunderbar zusammen funktionieren. Zwar wurde die als Kollaboration veröffentlichte Single von Witt schon unter dem Titel Mut eines Kriegers auf seinem 2012er-Album Dom verarbeitet, dennoch sei das Nostalgiegefühl, das diese neue Zusammenarbeit auslöst, unübertrefflich.[33]

- Alex Klug vom deutschsprachigen Online-Magazin laut.de bewertete Confessions & Doubts mit vier von fünf Sternen und offenbarte Was bleibt? bei seiner Rezension „ziemliches Hitpotenzial“. Heppner gäbe in dem Stück den „Schulbank-Philosophen“, Witt „versuche“ sich anders als noch 1998 sogar an richtigem Gesang.[34]

- Thomas Pilgrim von Plattentests.de ist der Meinung, dass Was bleibt? zwar nie den einnehmenden „Hymnencharakter“ des 1998er Hits (Die Flut) erreiche, aber einen aufgeräumten, leicht angedüsterten „Elektro-Klopfer“ mit weit ausholendem Refrain abgebe, in dem sich Heppner als gewohnt großer Sänger inszeniere. Witt verzichte seinerseits demonstrativ auf ein Übermaß an stimmlichem Pathos und bemühe auch sein randvolles „Metaphern-Köfferchen“ bestenfalls moderat. Zusammen mit Unloveable ergebe es einen passablen Einstieg für das Album Confessions & Doubts.[35]

### Chartplatzierungen
Was bleibt? verfehlte einen offiziellen Charteinstieg in die Singlecharts. Jedoch konnte sich die Single in der 39. Kalenderwoche an der Spitze der deutschen Alternativecharts platzieren.